# Wabern (Hesja)
Wabern – miejscowość i gmina w Niemczech, w kraju związkowym Hesja, w rejencji Kassel, w powiecie Schwalm-Eder. W miejscowości znajduje się stacja kolejowa Wabern (Bz Kassel).